# Liste der Inhaber einer Alexander-von-Humboldt-Professur
Die Liste der Inhaber einer Alexander-von-Humboldt-Professur gibt einen Überblick über die Wissenschaftler und Wissenschaftlerinnen, die mit einer Alexander-von-Humboldt-Professur ausgezeichnet wurden.
Aufgeführt sind nur diejenigen Personen, die die Auszeichnung angenommen und die Professur auch angetreten haben. Wurde die Förderung vor Ende der regulär fünfjährigen Laufzeit beendet, ist dies vermerkt.

## Ernannte Humboldt-Professoren und Professorinnen

### 2009
- Oliver Brock (* 1969), deutscher Informatiker
- Piet Wibertus Brouwer (* 1971), niederländischer Theoretischer Festkörperphysiker
- Gia Dwali (* 1964), georgischer Teilchenphysiker und Kosmologe
- Ulrike Gaul (1960–2020), deutsche Entwicklungsbiologin
- Norbert Langer (* 1958), deutscher Astrophysiker
- Martin B. Plenio (* 1968), deutscher Quantenoptiker
- Burkhard Rost (* 1961), deutscher Bioinformatiker

### 2010
- Marc Levine (* 1952), US-amerikanischer Mathematiker
- Jürgen Margraf (* 1956), deutscher Psychologe
- Gerard J. van den Berg (* 1962), niederländischer Wirtschaftswissenschaftler
- Philip van der Eijk (* 1962), niederländischer Klassischer Philologe
- Matthias Wessling (* 1963), deutscher Verfahrenstechniker

### 2011
- Harald Clahsen (* 1955), deutscher Psycholinguist
- David DiVincenzo (* 1959), US-amerikanischer Physiker
- Brian Foster (* 1954), britischer Elementarteilchenphysiker
- Gerhard Kramer (* 1970), kanadisch-deutscher Nachrichtentechniker
- Dirk Kreimer (* 1960), deutscher theoretischer Physiker
- Hannes Leitgeb (* 1972), österreichischer Philosoph und Mathematiker
- Vahid Sandoghdar (* 1966), iranisch-amerikanischer Physiker
- Alec Wodtke (* 1959), US-amerikanischer Chemiker

### 2012
- Rolf Harald Baayen (* 1958), niederländischer Linguist
- Friedrich Eisenbrand (* 1971), deutscher Mathematiker (Förderung vorzeitig beendet)[1][2][3]
- Jochen Guck (* 1973), deutscher Biophysiker
- Hans-Arno Jacobsen (* 1969), deutscher Informatiker
- Robert Schober (* 1971), deutscher Ingenieur
- Matthias Tschöp (* 1967), deutscher Mediziner
- Michael Weiss (* 1955), deutscher Mathematiker

### 2013
- Gregory Crane (* 1957), US-amerikanischer Klassischer Philologe
- Frank Fehrenbach (* 1963), deutscher Kunsthistoriker
- Michael Neil Forster (* 1957), US-amerikanischer Philosoph
- Stephan Hartmann (* 1968), deutscher Wissenschaftstheoretiker
- Michael Köhl (* 1975), deutscher Physiker
- Oskar Painter (* 1972), kanadischer Physiker (Förderung vorzeitig beendet)[4][5]
- Wolfram Ruf (* 1958), deutscher Mediziner

### 2014
- Giuseppe Caire (* 1965), italienischer Informationstheoretiker
- Emmanuelle Marie Charpentier (* 1968), französische Immunbiologin
- Stefanie Engel (* 1968), deutsche Umweltökonomin
- Stuart Parkin (* 1955), britischer Physiker
- Andreas S. Schulz (* 1969), deutscher Mathematiker
- Jairo Sinova (* 1972), spanisch-US-amerikanischer Physiker
- Hidenori Takagi (* 1961), japanischer Physiker

### 2015
- Elisabeth Décultot (* 1968), französische Literaturwissenschaftlerin
- Harald Andrés Helfgott (* 1977), peruanischer Mathematiker
- Sharon Jeanette Macdonald (* 1961), britische Ethnologin
- Karen Radner (* 1972), österreichische Altorientalistin
- Marja Timmermans (* 1964), Pflanzengenetikerin

### 2016
- Till Winfried Bärnighausen (* 1969), deutscher Epidemiologe
- Sven Bernecker (* 1967), deutscher Philosoph
- William Crawley-Boevey (* 1960), britischer Mathematiker
- Heinrich Jasper (* 1974), deutscher Molekularbiologe
- Tiffany Knight (* 1975), US-amerikanische Ökologin und Umweltforscherin
- Katrin Kogman-Appel (* 1958), österreichische Judaistin
- Judith Pfeiffer (* 1964), deutsche Islamwissenschaftlerin
- Wolfgang Wernsdorfer (* 1966), deutscher Festkörperphysiker

### 2017
- Largus T. Angenent (* 1969), niederländischer Umweltmikrobiologe
- Peter Baumann (* 1969), deutscher Zellbiologe
- Jijie Chai (* 1966), chinesischer Strukturbiologe
- James Conant (* 1958), US-amerikanischer Philosoph
- Wolf-Bernd Frommer (* 1958), deutscher Pflanzenmolekularbiologe
- Ran Hirschl (* 1963), israelischer Verfassungsrechtler

### 2018
- Anne van Aaken (* 1969), deutsche Rechtswissenschaftlerin und Wirtschaftswissenschaftlerin
- Wil van der Aalst (* 1966), niederländischer Informatiker
- Bogdan Andrei Bernevig (* 1978), rumänischer Physiker
- Marco Caccamo (* 1971), italienischer Informatiker
- Margaret C. Crofoot (* 1980), US-amerikanische Biologin
- Ewa Dąbrowska (* 1963), polnische Linguistin
- Raul Fidel Tempone (* 1969), italienisch-uruguayischer Mathematiker
- Arno Rauschenbeutel (* 1971), deutscher Quantenoptiker und Atomphysiker
- Guus F. Rimmelzwaan (* 1959), niederländischer Virologe und Immunbiologe
- Michael Sieweke (* 1963), deutscher Zellbiologe

### 2019
- Malte Gather, Physiker
- Anke Hoeffler, Ökonomin
- Jens Meiler, Strukturbiologe
- Alexandre Obertelli (* 1978), Kernphysiker
- Stefanie Petermichl (* 1971), Mathematikerin
- Dietmar Schmucker, Neurowissenschaftler
- Henning Walczak (* 1966), Immunologe
- Enrique Zuazua (* 1961), Mathematiker

### 2020
- Peter Dayan (* 1965), theoretischer Neurowissenschaftler
- Kristian Franze, Biophysiker
- Francisco Jesus Moreno-Fernández, Linguist
- Daniel Rückert, Informatiker (KI)

### 2021
- Andrea Bréard, Wissenschaftshistorikerin und Sinologin
- Christian Frezza, Stoffwechselphysiologe
- Oskar Hallatschek, Biophysiker
- Ive Hermans, Chemiker
- Stefan G. Hofmann (* 1964), Psychologe
- Gustav Holzegel, Mathematiker
- Jan Huisken, Medizintechniker
- Kou Murayama, Psychologe
- Angela Schoellig, Robotik-Expertin
- Bart Thomma, Mikrobiologe
- Thorsten Wagener, Hydrologe
- Aimee van Wynsberghe, KI- und Roboterethikerin

### 2022
- Catherina G. Becker, Neurobiologin
- Matthias Doepke, Ökonom
- Bas E. Dutilh, Bioinformatiker
- Holger Hoos, Informatiker
- Stefanie Jegelka, Informatikerin
- Yaochu Jin, Informatiker (Künstliche Intelligenz)
- Jan Karlseder, Zellbiologe
- Markus Klute, Physiker
- Sven Koenig, Informatiker
- Sayan Mukherjee (1971–2025), Mathematiker
- Vincent C. Müller, Philosoph
- Kate Rigby, Literaturwissenschaftlerin
- Joacim Rocklöv, Epidemiologe
- Suvrit Sra, Mathematiker
- Radu Timofte, Informatiker
- Angela J. Yu, Neuroinformatikerin

### 2023
- Miki Ebisuya, Entwicklungsbiologin
- Hector Geffner, Informatiker
- Hanna Kokko, Biologin
- Benoît Ladoux, Biophysiker
- Tina Malti, Psychologin
- Daniel Jobst Müller, Biophysiker
- Edvardas Narevicius, Physiker
- André Platzer, Informatiker
- Robert Raußendorf, Quanteninformatiker
- Marcus Rohrbach, Informatiker
- Dieter Schmalstieg, Informatiker
- Heike Vallery, Robotikerin
- Ingmar Weber, Informatiker

### 2024
- David Damanik, Mathematiker
- Fatih Ömer İlday, Physiker
- Michaela Mahlberg, Linguistin
- Eva Pils, Juristin
- Juan Daniel Prades Garcia, Physiker
- Peter Nicholas Robinson, Mediziner
- Leslie M. Schoop, Chemikerin
- Ariel Dora Stern, Gesundheitsökonomin
- Arnim Wiek, Nachhaltigkeitswissenschaftler

### 2025
- Christopher Barner-Kowollik, Chemiker
- Dana Branzei, Molekularbiologin
- Sebastian Deindl, Strukturbiologe und Biophysiker
- Daniel Kráľ, Mathematiker
- Ingrid Piller, Sprachwissenschaftlerin
- Sandra Wachter, Rechtswissenschaftlerin
- Andreas Winter, Mathematiker

### 2026
- Simon Elsässer, Zellbiologe
- Reinhard Maurer, theoretischer Chemiker
- Luisa Petti, Elektrotechnikerin
- Michael Weber, Wirtschaftswissenschaftler